# Saue
Saue je estonské město v estonském kraji Harjumaa. Leží 18 km na jihozápad od centra hlavního města Tallinnu. Je součástí stejnojmenné samosprávné obce Saue.

## Dějiny
Oblast Saue byla pravděpodobně poměrně hustě osídlena již v době prehistorické. Zdejší vesnice byly podle prvních historických pramenů součástí souručenství Vomentaga. Samotné Saue je poprvé zmíněno v roce 1548 jako vesnice Sawne.
Panské sídlo Saue, které se stalo jádrem budoucího města, se v listinách objevuje poprvé v roce 1639 jako Klein-Sauss, tedy Malé Sausti, vedlejší statek panského sídla Sausti. Sídlo bylo v majetku rodiny Scharenbergů, kteří panství obdrželi roku 1629 za zásluhy od švédského krále Gustava II. Adolfa a kteří prosluli též podporou duchovního a kulturního života v oblasti. Tehdejší sauský panský statek se nacházel přibližně půl kilometru západně od současného zámku.
Panství Saue změnilo ještě během 17. století několikrát majitele a nakonec skončilo v majetku koruny a bylo nadále pachtováno. Vesnice Saue podle historických pramenů v té době téměř zanikla, vládci panství museli najímat pro práci na polích dělníky odjinud. Ke konci 17. století se sice podařilo vesnici opět oživit, ale již začátkem 18. století ji opět zpustošila Severní válka a s ní souvisící morová epidemie, která zahubila čtyři pětiny obyvatel. Roku 1712 žilo ve vesnici jen 17 lidí v šesti usedlostech. Již roku 1725 je však zaznamenáno 48 obyvatel, 1756 74 (z toho 36 dětí). Sčítání lidu 1782 uvádí 122 nevolníků (61 mužů a 61 žen) a 19 svobodníků (13 mužů a 6 žen).
Roku 1774 koupil sauské panství major Friedrich Hermann von Fersen, který se pustil do rozsáhlé přestavby sídla, zahrnující též postavení zcela nové budovy zámku východně od dosavadního statku. Roku 1786 byly práce dokončeny a sídlo obdrželo nové jméno Friedrichshof na počest svého majitele, přestavba však pohltila všechny Fersenovy prostředky, takže musel roku 1792 panství nejprve propachtovat a 1808 nakonec prodat sackému pánu hraběti Carlu Friedrichovi von Rehbinderovi, jehož rodina je držela až do roku 1852.
Ve druhé polovině 19. století růst Saue velmi urychlila železnice. Roku 1870 byla otevřena dráha Gatčina-Tallinn-Paldiski; mezi Tallinnem a Paldiski byly stanice zprvu jen v Klooze a v Keile, avšak již roku 1872 přibyly na trasu nové stanice Niitvälja a Saue (Friedrichof).
Ve 20. letech 20. století začalo v Saue na volných pozemcích v blízkosti vesnice a statku vznikat zahradní předměstí Tallinnu. Roku 1960 bylo Saue připojeno k Tallinnu jako nová městská část, která v roce 1973 získala status městysu, ovšem stále v rámci hlavního města Tallinnu. Roku 1993 získalo Saue status města, které se roku 1994 od Tallinnu osamostatnilo.

## Současnost
Město je pro svou blízkost k Tallinnu, ale zároveň množství zeleně, čisté životní prostředí a nízkou kriminalitu oblíbenou rezidencí tallinnských podnikatelů a nadprůměrně vydělávajících zaměstnanců tallinnských firem. Samo je však též sídlem řady estonských i mezinárodních firem nebo jejich poboček (Paulig Baltic, Mira, Oriola, Fors MW., Toode, Arcotransport, Sami, PR Firmareklaam, Saumer), průmyslová výroba ve městě zahrnuje průmysl kovozpracující, potravinářský, textilní, stavební a další odvětví, významně zastoupena je terciární sféra.
Město má veřejnou knihovnu a v městském lese v jižní části katastru koncertní amfiteátr. Ve městě působí mateřská škola (Saue Lasteaed Midrimaa) a dvanáctileté gymnázium (Saue Gümnaasium). Veřejná sportovní zařízení jsou zastoupena plovárnou, krytým a otevřeným stadionem, areálem zdraví v městském lese.
Roku 2004 město obdrželo cenu prezidenta Estonské republiky Za krásný domov 2004 (Kodu kauniks 2004). Téhož roku bylo Saue oceněno estonským výborem UNICEF jako město přátelské dětem a mládeži, a roku 2008 získalo titul Město přátelské dětem (Lastesõbralik linn).

## Pamětihodnosti
Hlavní pamětihodností města je barokní komplex budov zámku, postavený v letech 1774–1786, ve srovnání se sídly podobně velkých panství mimořádně honosný a luxusní. Zámek včetně okolního anglického zámeckého parku je státní kulturní památkou. Od restituce roku 1995 je v soukromých rukou, je z velké části opraven a slouží jako konferenční centrum, penzión a jízdárna. V bývalé ledárně zámku se nachází stylová krčma.
Architektonickou i technickou památkou je budova bývalé poštovní stanice při staré silnici Tallinn-Pärnu, postavená v první čtvrtině 19. století, s fasádou zdobenou sloupy v dórském stylu.
Přírodní památkou je Sauská doubrava (Saue tammik), městský les, nacházející se v jižní části katastru.

## Partnerská města
- Egedal, Dánsko[2]
- Húsavík, Island[zdroj?]
- Kozelec, Ukrajina[2]
- Lappi, Finsko[zdroj?]
- Montemarciano, Itálie[zdroj?]
- Quincy-sous-Sénart, Francie[2]
- Sollentuna, Švédsko[2]
- Vangaži, Lotyšsko[2]

## Fotogalerie

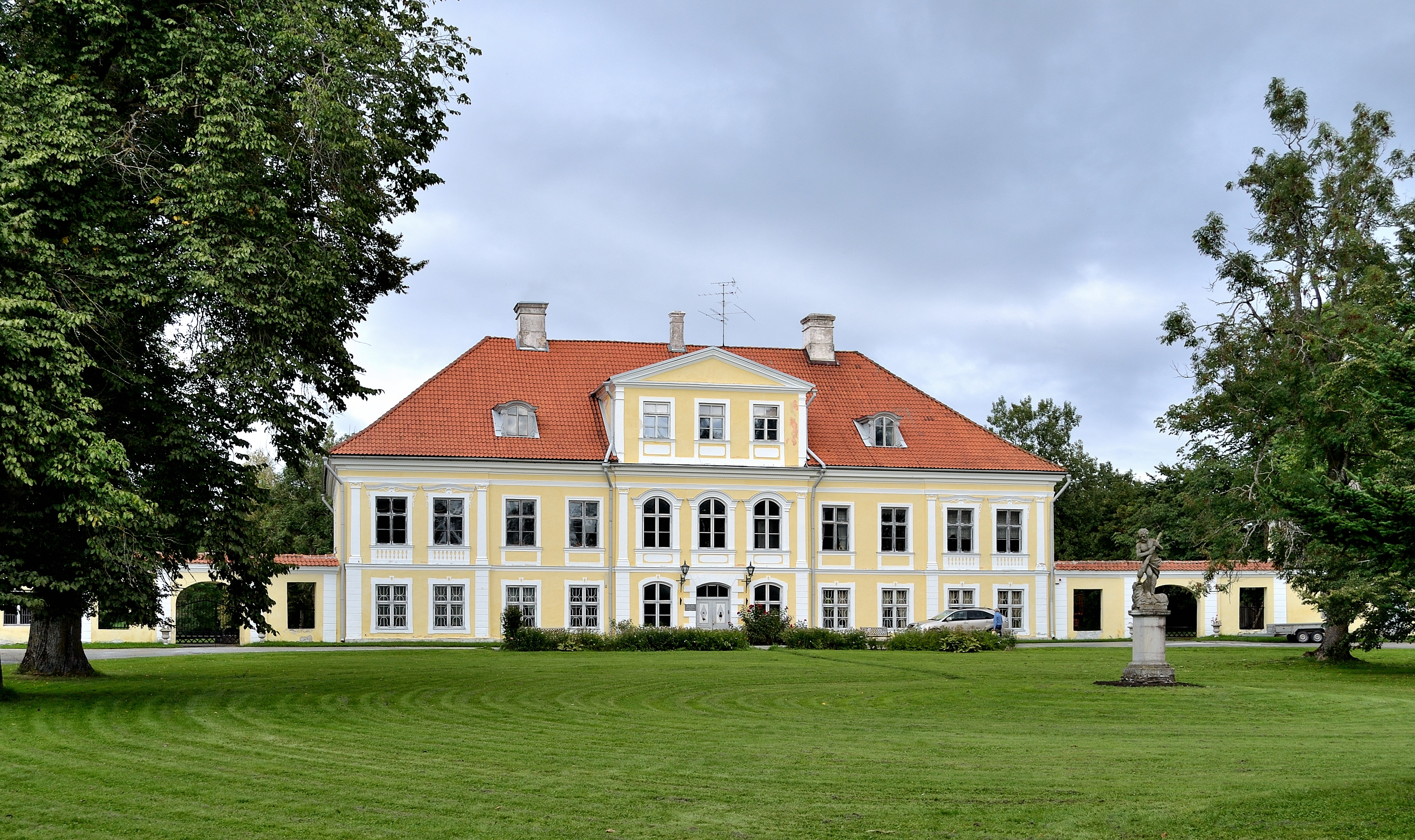
Bývalý zámek v Saue
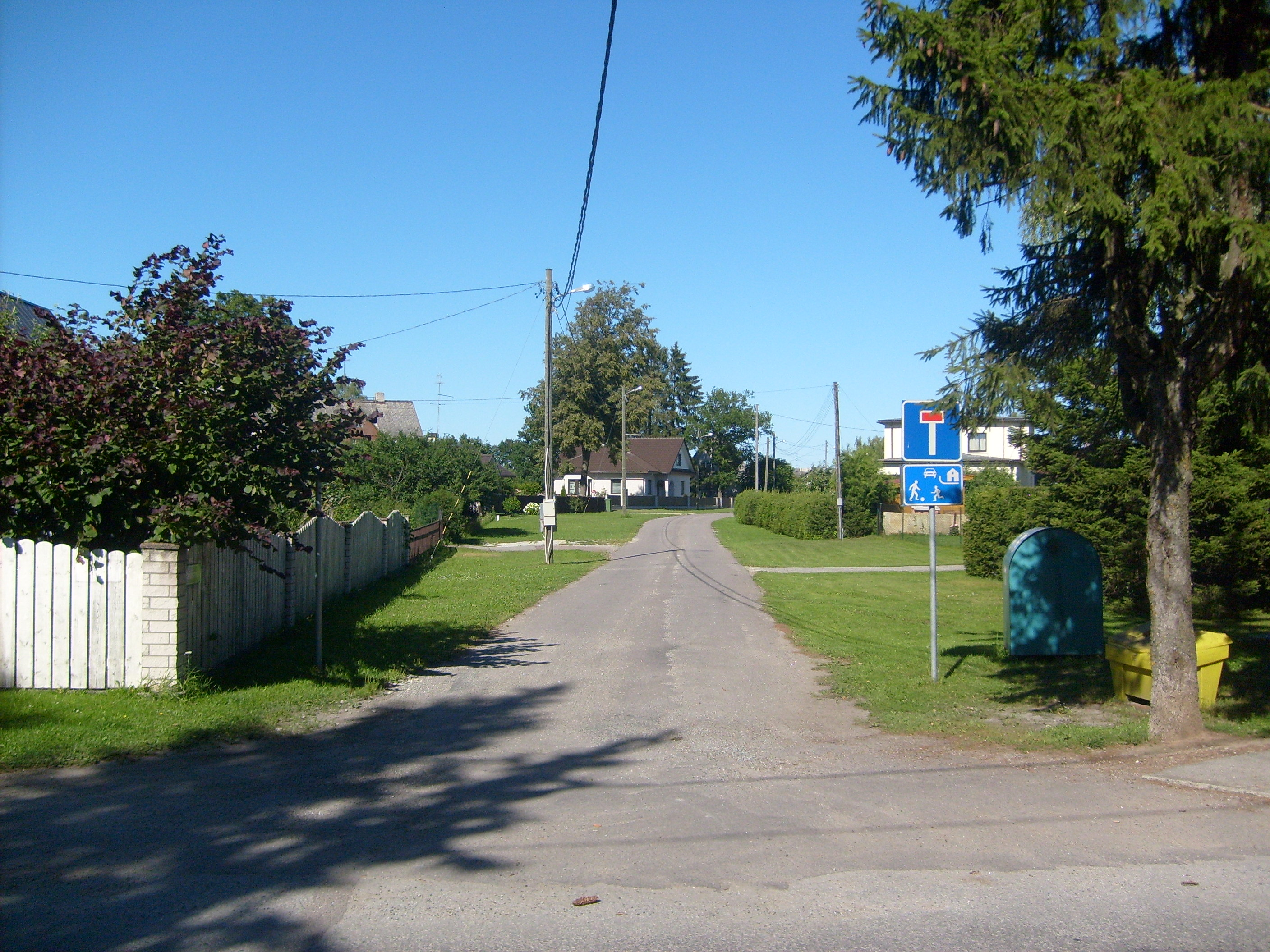
Saue má charakter zahradního města